# 陳詩欣 (運動員)
陳詩欣（1978年11月16日—），中華民國跆拳道運動員，擁有泰雅族血統。2004年雅典奧運跆拳道女子第一量級金牌得主，爲中華民國（中華臺北）在現代奧林匹克運動會歷史上獲得的第一枚金牌。

## 生平
陳詩欣成長於跆拳道家庭，陳詩欣的母親李仁惠是台灣原住民的泰雅族人、父親陳偉雄是一位著名的跆拳道教練，但從來就沒能參加國際性比賽，因此他將所有的希望都寄託在三個女兒身上，希望她們能彌補他的遺憾。長女陳詩欣因此五歲便進入跆拳道館，接受有系統的訓練。
陳詩欣代表中華台北參加2004年雅典奧運，在女子第一量級（49公斤級）決賽中以6:4擊敗古巴選手迪雅茲，拿下金牌，這面金牌是在台灣奧運史上自1932年日治時期首位台灣人（張星賢）參加奧運後72年來的首面正式項目金牌，同時也是中華民國首面正式項目的金牌。
退休後獲聘為台北市立體育學院副教授級專業技術人員，2008年辭職後，於花蓮經營民宿，在父親的支持下開設林森跆拳道運動中心花蓮分部，擔任總教練。
國立東華大學於2015年聘請陳詩欣擔任該校跆拳道指導教練。這是陳詩欣睽違七年，再次重返校園任教。
與同為選手的隊友陳正浩傳出婚外情後離婚，與其再婚並搬至新竹新豐開設跆拳道館。

## 國際大型運動賽會
| 年   | 賽事                               | 舉辦城市           | 名次    | 項目   | 記錄 |
| ---- | ---------------------------------- | ------------------ | ------- | ------ | ---- |
| 1994 | 跆拳道世界盃                       | 开曼群岛喬治鎮     | 金牌    | －47kg |      |
| 1996 | 跆拳道世界盃                       | 巴西里約熱內盧     | 金牌    | －47kg |      |
| 2000 | 跆拳道世界盃                       | 法國里昂           | 1/8預賽 | －47kg | 1：1 |
| 2001 | 東亞運動會                         | 日本大阪府         | 金牌    |        |      |
| 2001 | 跆拳道世界盃                       | 越南胡志明市       | 金牌    | －47kg | 6：6 |
| 2002 | 跆拳道世界盃                       | 日本東京都         | 金牌    | －47kg | 3：2 |
| 2002 | 亞洲運動會                         | 釜山廣域市         | 金牌    | －47kg | 4：1 |
| 2003 | 世界跆拳道錦標賽                   | 德国加米什帕丁基亨 | 1/8預賽 | －47kg | 2：1 |
| 2004 | 夏季奧林匹克運動會跆拳道亞洲資格賽 | 泰國曼谷           | 金牌    | －49kg |      |
| 2004 | 夏季奧林匹克運動會                 | 希腊雅典           | 金牌    | －49kg | 5：4 |

## 榮譽

### 中华民国勋章奖章
- 五等景星勋章（2004年9月6日于台北总统府颁授[5]）

### 冠名纪念
- 2013年6月臺北市立大學天母校區綜合運動館命名為「詩欣館」[6]。

## 爭議

### 外遇事件
2017年《壹週刊》爆料奧運金牌得主陳詩欣瞞著丈夫與已婚的老戰友陳正浩偷情。周刊記者宣稱兩度直擊「雙陳」在晚間共吃路邊攤，還上摩鐵開房。陳詩欣在大街上似乎毫不遮掩，公然向陳男撒嬌，陳男擔心被他人看見表情比較尷尬，不過兩人照樣上按摩店與摩鐵約會。陳正浩曾是跆拳道國手，與陳詩欣都是跆拳教練，兩人年紀相仿，經常一起帶隊出國，後來又打得火熱。
陳詩欣的丈夫董俊男聽聞後有些吃驚，「那位陳正浩不是已經結婚了嗎？」他以為依照陳詩欣的名氣應該不敢在外亂搞，但他也對周刊記者坦承。「詩欣這半年很忙，我放手讓他自己去做，聚少離多，現在我心情很複雜。」不過陳詩欣與陳正浩兩人向周刊記者嚴正否認婚外情，表示彼此都有家庭不可能亂來，並且已十多年未聯絡，直至今年才因帶隊出國才重逢。然而陳詩欣父親陳偉雄出面在媒體上透漏他也發覺女兒和那人互動有點超過，曾提醒過把握分寸。
奧運跆拳道后冠陳詩欣日前被爆料，和已婚教練陳正浩外遇偷情，還被拍到約會、上摩鐵，但兩人矢口否認，陳詩欣對外表示「這是我私領域的事情，我愛我的家人，謝謝關心！」如今週刊報導，陳正浩的正宮被惹怒，指控陳詩欣和陳正浩爆發外遇後，依舊同進同出，沒有「避」的意思，並質疑陳詩欣主導整件事讓陳正浩棄家庭於不顧。批陳詩欣「一樣都是女人，有小孩、有老公，犯錯了還一點歉意都沒有！」陳詩欣被《壹週刊》驚爆偷吃，常趁著帶隊比賽或到外地開會空檔，與已婚的前戰友、新竹某中學跆拳道教練陳正浩在一起兩週內就被直擊兩度共宿。陳詩欣的丈夫董俊男在事後po文：「終於，該來的還是會來⋯⋯接下來，讓我好好思考一下。今晚將夜不成眠，等天亮吧！」並標註「覺得好諷刺」，似乎早已察覺老婆偷吃。
《鏡週刊》報導，陳正浩的正宮張小姐受訪透露，她和陳正浩3年前結婚有兩兒子，事情爆發之前，就耳聞老公和陳詩欣曖昧，2017年8月雙陳從埃及比賽回國後，陳正浩就對她態度丕變讓她起疑。共同友人後來還爆料老公和陳「睏作伙」，而且不只一人來報，一個多月後陳正浩就提出離婚，但即使外遇傳言滿天飛就是不認。
張小姐出示跟陳正浩的LINE對話，陳正浩提到「我沒做為什麼要道歉」「我不用解釋啊我們又沒幹嘛」，張小姐則反擊「都已經跟她搞上了才跟我談離婚，少在那邊亂放話，假裝自己很無辜，有擔當一點，敢做敢當」「都報成這樣了...」報導提到，陳正浩堅持要離，張小姐覺得是「背後有人教他這麼做」，疑暗指陳詩欣在背後教唆。張小姐還說，不能忍受陳正浩對外說正在談離婚，尚未簽字，就和陳詩欣雙宿雙飛，況且離婚還沒談成，陳正浩就想把贍養費從每月台幣2萬殺到1萬5，此外，陳正浩也要求房子分一半。兩個孩子都是娘家父母在帶，陳正浩卻要一人分一個。

### 家暴事件
2018年5月，陳詩欣丈夫董俊男在網上貼出驗傷單並接受採訪，控訴自己遭家暴，尤其最近半年遭到「接近發瘋似的家庭暴力」，指控在幼小女兒面前被毆打，陳詩欣並踢破房門對他猛踹，之後搶走錄影中蒐證的手機。同時還會毆打女兒用兩手搧巴掌，女兒曾透露「很害怕媽媽回家」。
夫妻兩人是住在合開的花蓮民宿，董拿出錄影畫面指控這是鐵證，片中可看到陳毆打他的過程而事件惡化點就是在女方外遇事件爆發後，他每次想平心靜氣談離婚最後都是被毆打收場，同時秀出LINE對話為證據，LINE中顯示陳詩欣罵他吃軟飯，但他回嗆女方才是吃軟飯。其丈夫表示要「揭穿陳詩欣假面具，在人前人後完全兩張面孔。」
陳詩欣對媒體則反駁說所謂傷痕是男方自己抓的，並表示一切都在法律訴訟中。

## 音樂錄影帶（MV）
- 2004年 任賢齊（永不退縮）

## 著作
| 出版日期      | 書名                                     | 作者   | 出版社 | ISBN               |
| 2005年1月初版 | 《勇敢—啟蒙到發光 陳詩欣的成長探索之路》 | 陳詩欣 | 商周   | ISBN 986-124-324-0 |

## 外部連結
- 陳詩欣在国际奥林匹克委员会的资料
- 陳詩欣的Facebook專頁